# Michail Wiktorowitsch Winogradow
Michail Wiktorowitsch Winogradow (russisch Михаил Викторович Виноградов; * 4. April 1997 in Wolgograd) ist ein russischer Handballspieler.

## Karriere

### Verein
Michail Winogradow lernte das Handballspielen in seiner Heimatstadt beim GK Kaustik Wolgograd, für den er bereits mit 17 Jahren in der ersten russischen Liga debütierte. Schnell wurde der 1,94 m große linke Rückraumspieler zum torgefährlichsten Spieler. In der Saison 2017/18 wurde er mit 252 Toren, davon 52 per Siebenmeter, Torschützenkönig der Super League. Daraufhin verpflichtete ihn der russische Vizemeister GK Spartak Moskau, mit dem er 2020 den zweiten Platz der Liga erreichte. Zudem nahm er am EHF-Pokal 2018/19 und am EHF-Pokal 2019/20 teil. Im Sommer 2020 wurde die Handballabteilung von Spartak in GK ZSKA Moskau umfirmiert. Mit dieser Mannschaft trat er in der EHF European League 2020/21 an. Seit 2021 steht Winogradow beim österreichischen Verein Bregenz Handball unter Vertrag. Mit Bregenz wurde er 2022 Cupsieger. In der Handball Liga Austria wurde er mit 144 Toren drittbester Schütze in der Hauptrunde der Saison 2021/22. Für die Saison 2023/24 wechselte er zurück in sein Heimatland zu GK Newa St. Petersburg.

### Nationalmannschaft
Mit der russischen Nationalmannschaft nahm Winogradow an der Europameisterschaft 2022 (9. Platz) teil. Dort warf er acht Tore in sechs Partien. Insgesamt bestritt er mindestens 16  Länderspiele, in denen er 14 Tore erzielte.

## Erfolge
- 1× Österreichischer Pokalsieger 2021/22
- 1× ÖHB Supercup Sieger 2022